# Volmar Warendorp
Volmar Warendorp (* 15. Jahrhundert; † 12. Juli 1504) gehörte der in Lübeck einflussreichen Familie Warendorp an und war in Lübeck Ratsherr und Mitglied der Zirkelgesellschaft.

## Leben
1459 wurde er als Halbmitglied und 1465 als Vollmitglied in die Zirkelgesellschaft (Mitgliedsnummer 210) aufgenommen. Während seiner Mitgliedschaft war er als Fastnachtsdichter (1461, 1466, 1471), Schenk (1464, 1483), Blumendichter (1470, 1482) und als Schaffer (1469, 1484) tätig.

1475 wurde er in den Lübecker Rat gewählt. Während seiner Amtszeit war er als Schoßherr (1478–1481 1484–1490, 1493, 1498, 1501, 1504) und Kämmereiherr (1496, 1497, 1499, 1500) tätig und vermittelte 1490 in den innerstädtischen Auseinandersetzungen in Rostock. Warendorp war auch als Vorsteher von St. Aegidien tätig.

Warendorp verfügte auch über einige Liegenschaften innerhalb Lübecks: Koberg alte Nr. 789 (seit 1446), Hüxstr. 74–78 (seit 1446), Große Alte Fähre 18 (1463, 1483–1491) und 24 (1501), An der Trave 64 (1464 u. 1473), Mengstr. 20 (1464–1465), Königstr. 45 (1474), Hinter der Burg 11–15 (1481–1503) und Effengrube 2 (1495).
Am 21. Mai 1504 verfasste er sein Testament, in dem er neben zahlreichen Legaten an verschiedene Familienmitglieder und an verschiedene Kirchen, Klöster und Siechenhäuser in und um Lübeck machte und seinen Sohn Bruno zum Haupterben einsetzte.

## Familie
Seine Eltern waren der Ratsherr Bruno Warendorp († 1457), Mitglied der Zirkelgesellschaft (113); und dessen erste Ehefrau Telseke, Tochter des Bürgermeisters Henning von Rentelen.
Er war verheiratet mit Tibbeke (1504 tot), Tochter von Bernhard Basedow und Witwe von Bruno Struve (1465 tot). Sein Sohn Bruno († 1538) wurde Domherr.